# Чацкая, Роза
Графиня Роза (Ружа) Мария Чацкая (пол. Róża Maria Czacka, в монашестве Елизавета (Эльжбета), Elżbieta; 22 октября 1876, Белая Церковь, Киевская губерния — 15 мая 1961, Ляски, Мазовецкое воеводство) — польская католическая монахиня. Ослепла в 22 года. Основала в 1911 году Общество попечения о слепых, в 1918 году — Конгрегацию сестёр-францисканок – служительниц Креста, в 1922 году — заведение для слепых в Лясках. Причислена к лику блаженных вместе с кардиналом Вышиньским 12 сентября 2021 года. День памяти — 19 мая.

## Биография

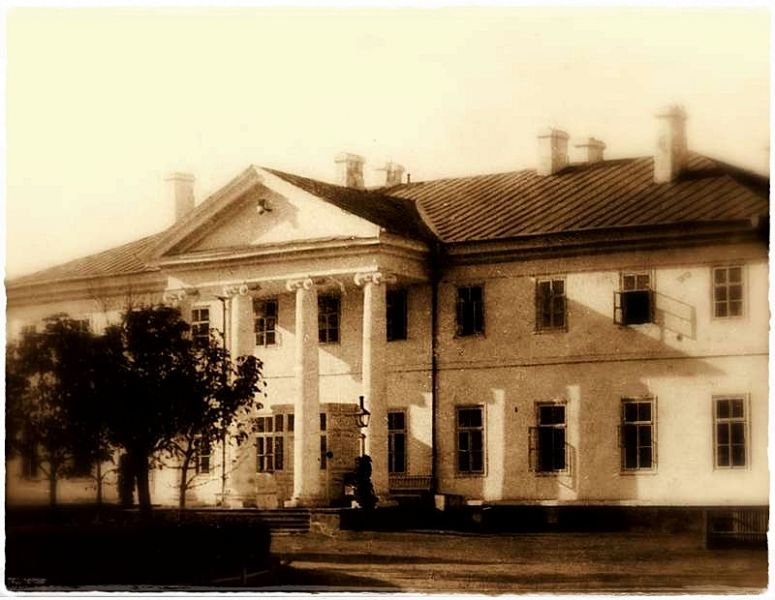
Место рождения Розы Чацкой, зимний дворец Браницких в городе Белая Церковь

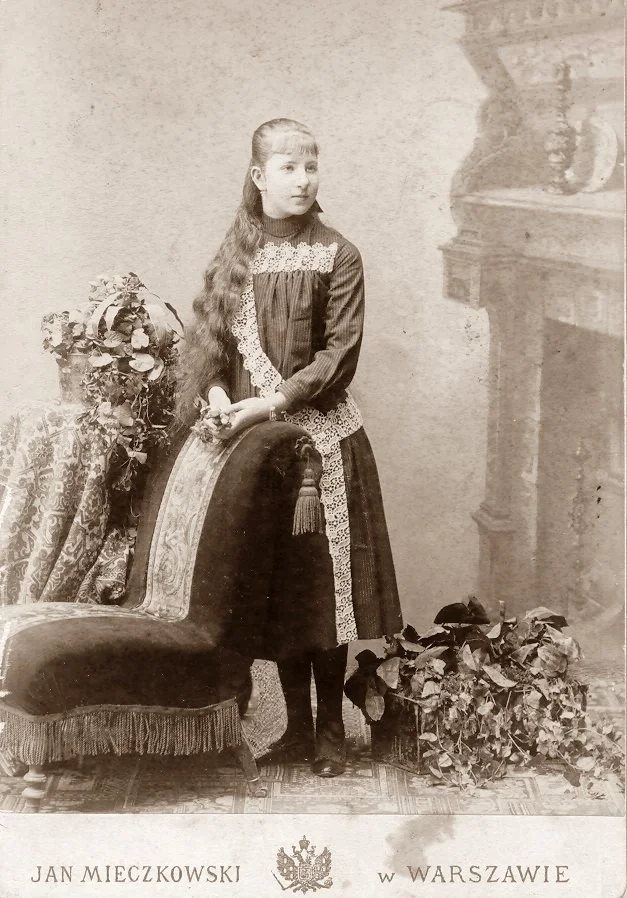
Графиня Роза Чацкая в детстве, около 1892. Фотограф Мечковский, Ян (1830—1889)

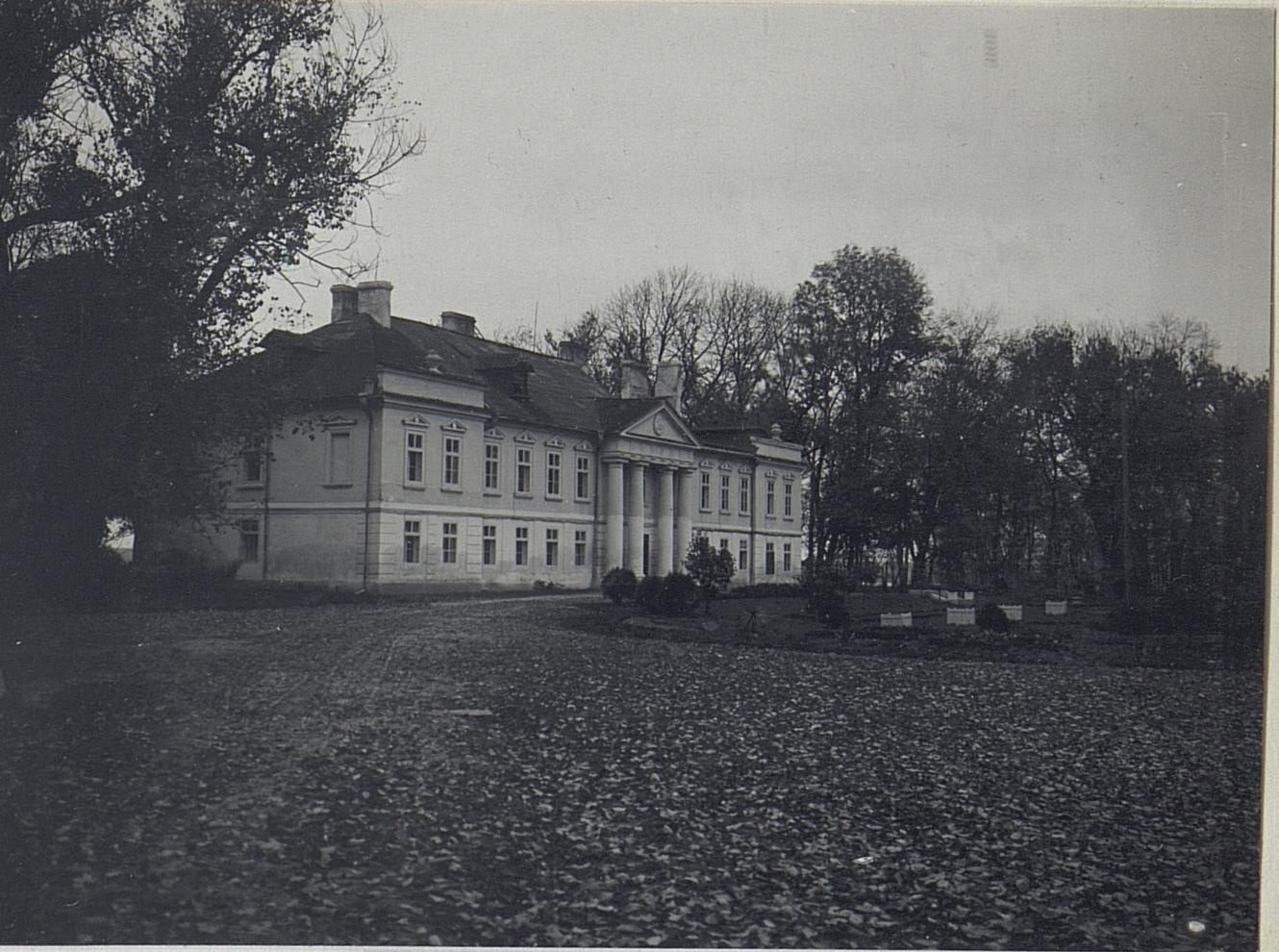
Дворец Чацких в Порыцке

Родилась 22 октября 1876 года в городе Белая Церковь Киевской губернии Российской империи (ныне Украина). Была шестой из семи детей графа Феликса Викторовича Чацкого (Feliks Szczęsny Maria Czacki; 1841 — 10 июля 1909) и графини Софии Ромуальдовны (Zofia Michalina Maria Ledóchowska; 1845 — 7 апреля 1913), урождённой графини Ледоховской. Графине Софье Чацкой принадлежало имение Борщи в Балтском уезде Подольской губернии, для устройства и содержания свеклосахарного и рафинадного завода в котором учреждено на паях «Товарищество свеклосахарного и рафинадного завода „Борщи“», устав которого утвердил император Александр II 23 августа 1875 года. Среди учредителей Товарищества был граф Владислав Владиславович Браницкий.
Её прапрабабкой была Юзефина Потоцкая (Мнишек) (1752—1798), статс-дама Екатерины II. Её прадедом по отцовской линии был историк и государственный деятель Тадеуш Чацкий (1765—1813), а дядей — кардинал Влодзимеж Чацкий (1834—1888), секретарь Папы Пия IX и советник Папы Льва XIII.
Её прадедом по материнской линии был граф Михаил Доминикович Чацкий (Michał Mikołaj Czacki; 1797—1860), владелец имения Боремель, предводитель волынского дворянства (1826—1829), мятежник, активный участник Ноябрьского восстания (1830—1831).
С детства имела проблемы со зрением, перенесла множество операций и полностью потеряла зрение в 22 года.
Роза Чацкая много путешествовала по Европе (в том числе по Франции, Австрии и Швейцарии), где изучала новейшие достижения науки о  слепых. Роза Чацкая инициировала развитие тифлопедагогики в Польше как научного знания о слепых и их реабилитации. Чацкая разработала и ввела целостную концепцию обучения лиц с глубокими нарушениями зрения, используя достижения более развитых стран. Во время пребывания во Франции она изучила шрифт Брайля и начала вводить его в Польше. Занялась организацией реабилитации, среднего, среднего специального и высшего образования и трудоустройства слепых. В 1911 году в Варшаве основала Общество попечения о слепых.

## Постриг

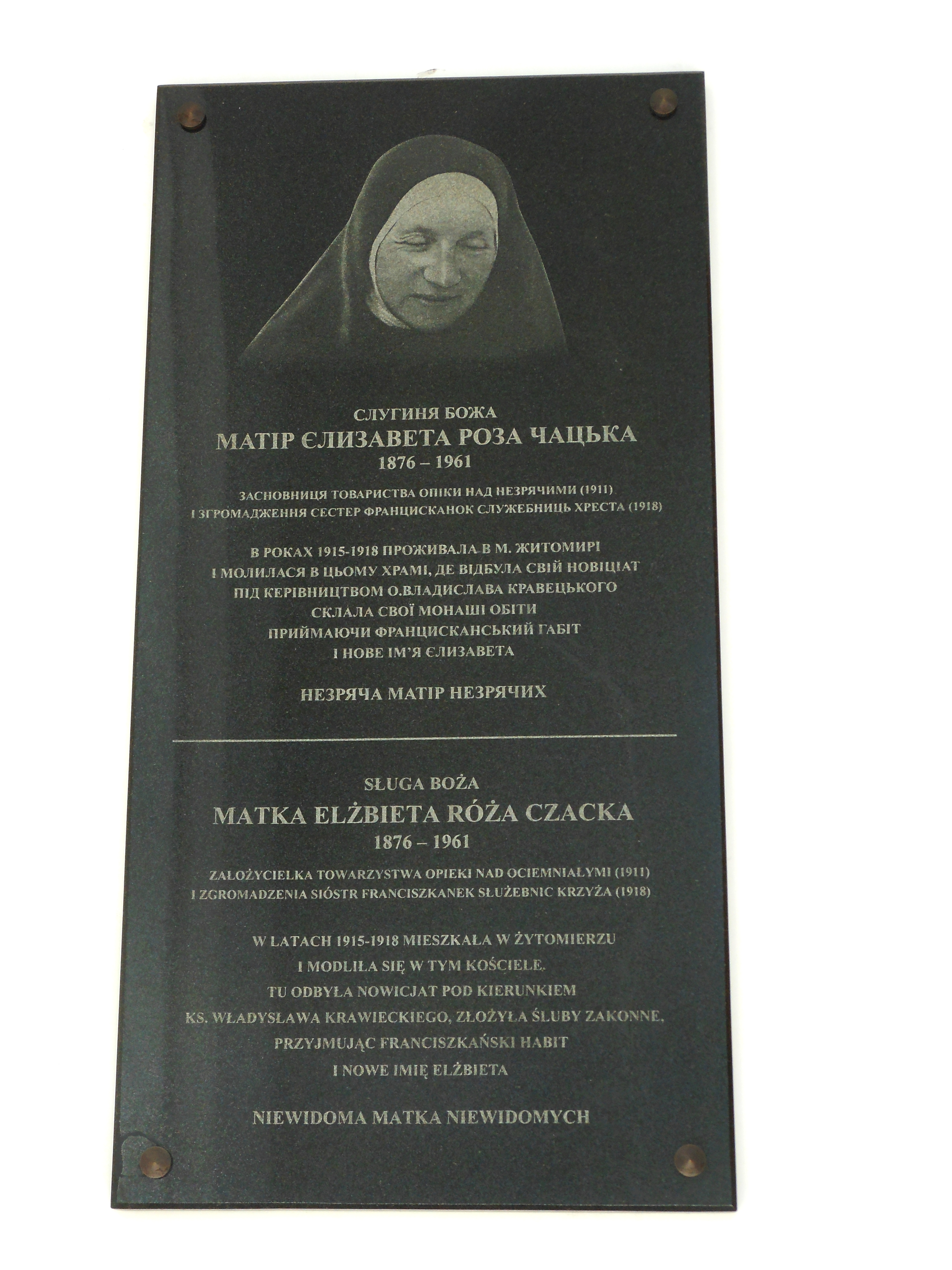
Мемориальная доска на костёле Святого Яна из Дукли на ул. Киевской, 4 в Житомире

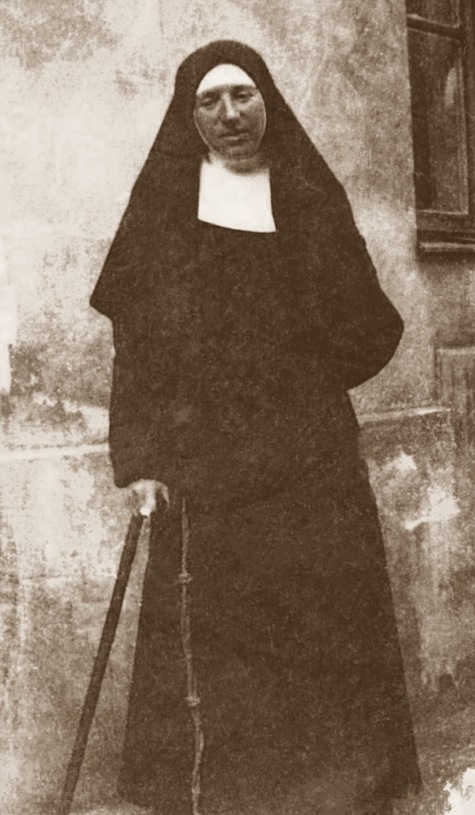
Роза Чацкая в 1918 году

В годы Первой мировой войны жила в Житомире, где прошла новициат под руководством отца Владислава Кравецкого в костёле Святого Яна из Дукли отцов бернардинов, где в 1917 году принесла монашеские обеты и вступила сестрой-терциаркой в Третий орден святого Франциска под именем Елизавета (Эльжбета).
В мае 1918 года вернулась в Варшаву. В Варшаве основала Конгрегацию сестёр-францисканок – служительниц Креста, которая начала существовать 1 декабря 1918 года. Её поддержал папский нунций в Польше Акилле Ратти, будущий Папа Пий XI. Духовным наставником Конгрегации стал ксендз Владислав Корнилович (1884—1946).

## Ляски

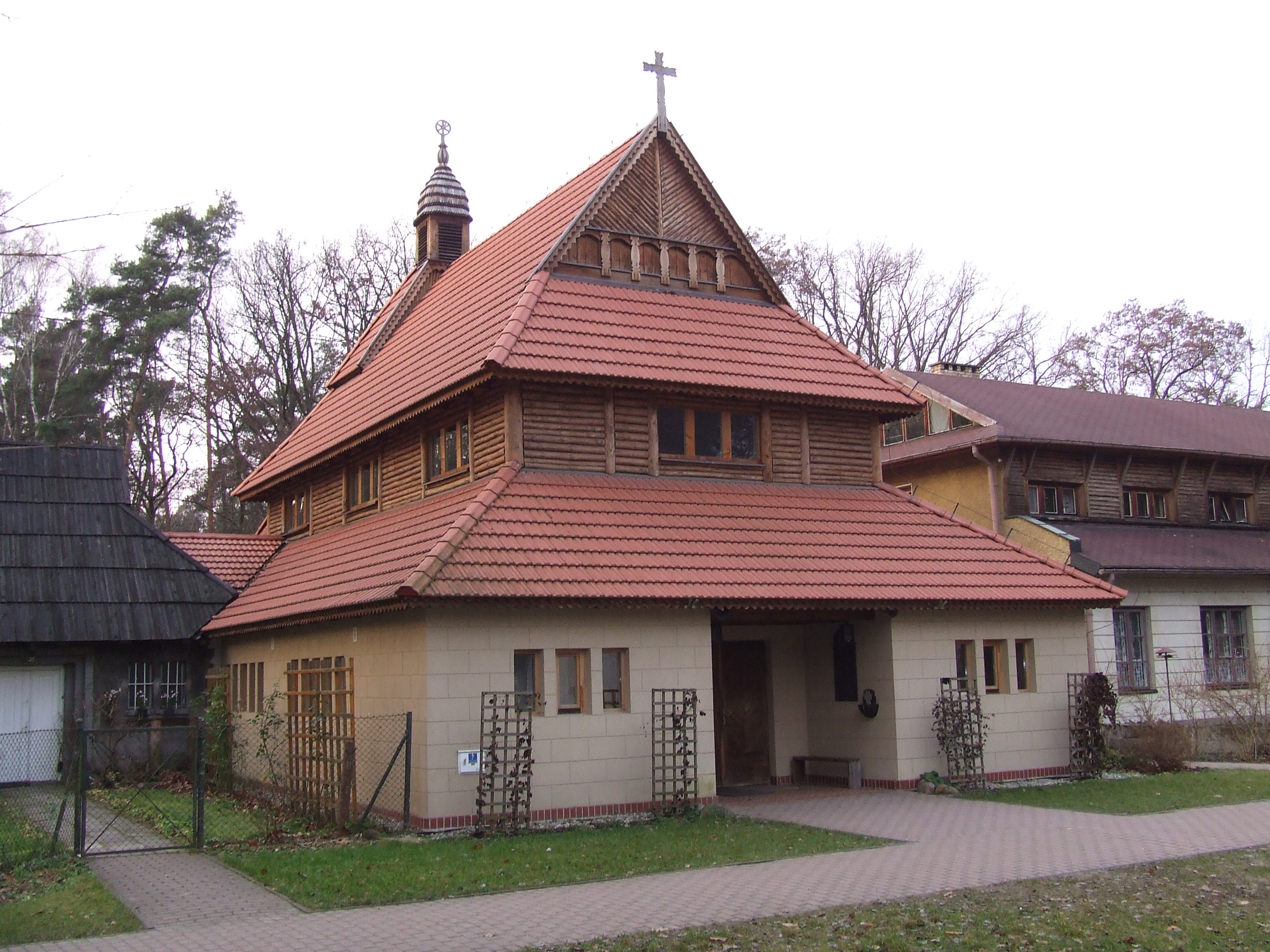
Часовня Божией Матери Ангелов в Лясках в Лясках

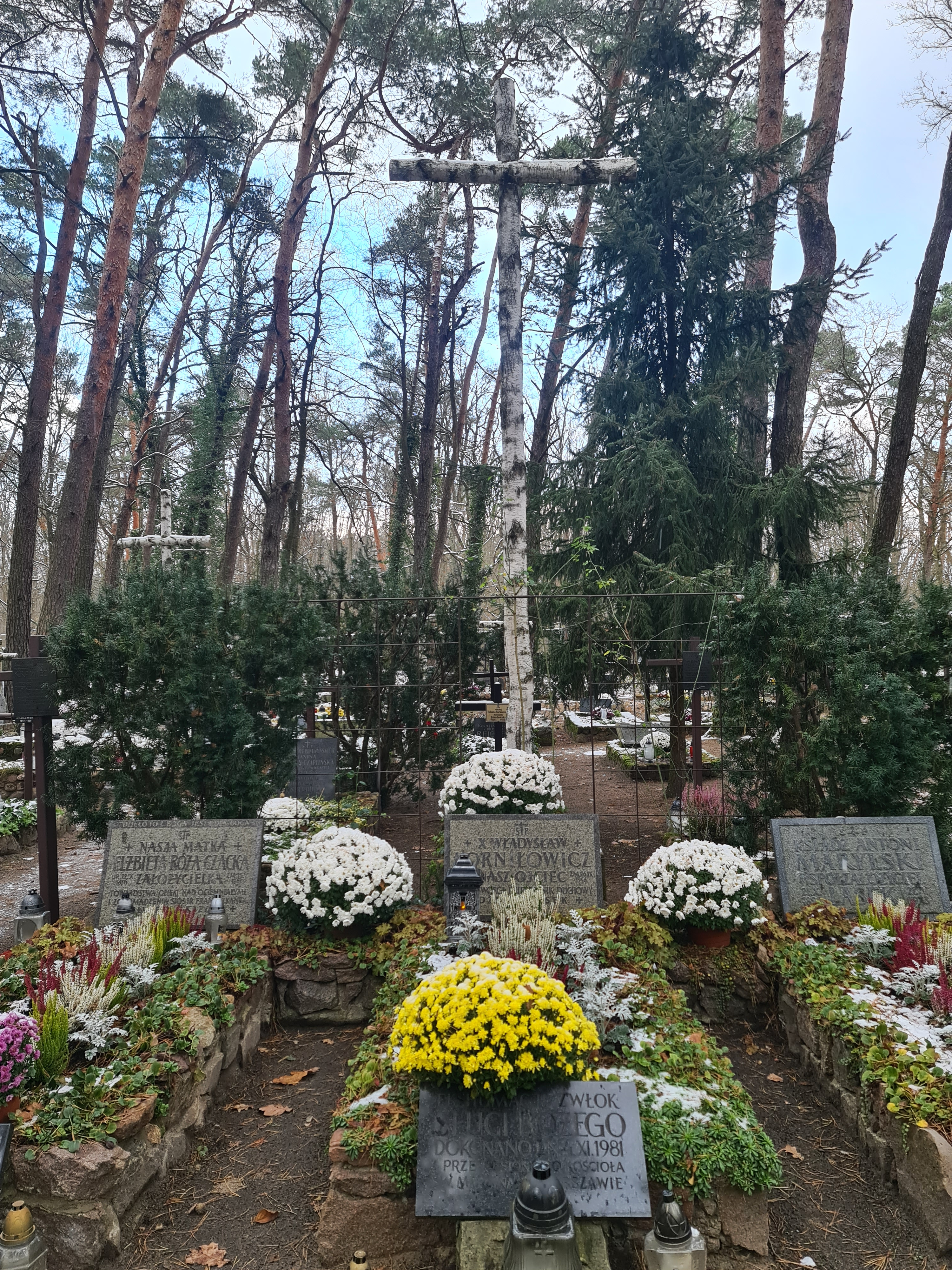
Могила Розы Чацкой и ксендза Корнилович, Владислав (1884—1946) на кладбище заведения для слепых в Лясках

В 1922 году, благодаря пожертвованию нескольких морг земли на окраине Кампиносской пущи, под Варшавой, в Лясках, Роза Чацкая начала строительство заведения для слепых. Сюда постепенно переносят учреждения для слепых детей — школу и мастерские. Построен главный дом Конгрегации. Ляски стали важным культурным и католическим центром. Заведение тесно сотрудничало с Государственным институтом специального образования (PIPS) в Варшаве, основанным в 1922 году Марией Гжегожевской, которая разрабатывала методы восстановления слепых.
К началу Второй мировой войны школа «Ляски», которой руководила Роза Чацкая, стала современным учреждением, предоставляющим слепым учащимся среднее и среднее профессиональное образование, позволяющее им жить независимо и финансово обеспеченно, восстанавливая их человеческое достоинство. 
Во время бомбардировки Варшавы в сентябре 1939 года Роза Чацкая получила ранение в голову и потеряла глаз.
Во время «сентябрьской кампании» 1939 года, в ходе ожесточенных боёв Ляски серьёзно пострадали. Вернувшись в Ляски, Роза Чацкая руководила восстановлением заведения для слепых.
После немецкой оккупации деятельность в Лясках была официально приостановлена, однако заведение для слепых не прекращало действовать. Здесь скрывался Стефан Вышиньский, ставший во время Варшавского восстания 1944 года капелланом подразделения «Кампинос» Армии Крайовой, а с 1948 года — примасом Польши.
Деятельность заведения для слепых в Лясках официально возобновлена в 1947 году.
В 1950 году Роза Чацкая оставила пост генерального настоятеля из-за ухудшающегося здоровья.
Умерла 15 мая 1961 года в Лясках. Похоронена 19 мая на кладбище, расположенном на территории  заведения для слепых в Лясках.

## Беатификация
Процесс беатификации начался в 1988 году в Польше.
Папа Франциск провозгласил Розу Чацкую досточтимой 9 октября 2017 года.
По ходатайству Розы Чацкой произошло чудесное исцеление 7-летней Каролины Гаврых в 2010 году. Каролина упала с качелей, получила тяжёлые черепно-мозговые травмы головы и впала в кому. По прогнозам врачей повреждения головного мозга станут причиной смерти либо вегетативного состояния. Монахини из Конгрегации сестёр-францисканок — служительниц Креста молились своей основательнице. Через две недели Каролина вышла из комы, через два месяца выписана из больницы. Официальное признание чуда произошло 27 октября 2020 года.
Причислена к лику блаженных вместе с кардиналом Вышиньским 12 сентября 2021 года в храме Провидения Божия в Варшаве. День памяти — 19 мая.

## В культуре
В биографическом фильме «Вышиньский — месть или прощение» (Wyszyński - zemsta czy przebaczenie), снятом режиссером Тадеушем Сыкой (Tadeusz Syka) и повествующем о Стефане Вышиньском во время Варшавского восстания 1944 года, роль матери Эльжбеты (Ружы Чацкой) исполнила Малгожата Кожуховская.